# Zbigniew Bomba
Zbigniew Bogusław Bomba (ur. 20 września 1944 w Radłowie, zm. 15 maja 2023) – polski lekarz i polityk, poseł na Sejm II kadencji.

## Życiorys
Syn Piotra. Ukończył w 1968 studia lekarskie na Śląskiej Akademii Medycznej w Katowicach, specjalizował się w zakresie chirurgii. Był naczelnym lekarzem szpitala miejskiego w Rudzie Śląskiej, członkiem Związku Zawodowego Pracowników Ochrony Zdrowia, działaczem samorządu lekarskiego i Ogólnopolskiego Porozumienia Związków Zawodowych.
W wyborach w 1993 uzyskał mandat posła na Sejm II kadencji z okręgu katowickiego z listy Sojuszu Lewicy Demokratycznej. Zasiadał w Komisji Polityki Gospodarczej, Budżetu i Finansów. W 1997 nie uzyskał reelekcji.
W 1998 został wybrany na radnego Sejmiku Województwa Śląskiego I kadencji, w którym zasiadał do 2002. W 2002 bez powodzenia kandydował na radnego województwa z listy komitetu SLD-UP. Później wycofał się z działalności politycznej.
W 1997 odznaczony Złotym Krzyżem Zasługi.